# 王嶽 (成化辛丑進士)
王嶽（1448年—？），字希甫，直隸鳳陽府宿州靈璧縣人，民籍，明朝政治人物。

## 生平
成化四年（1468年）戊子科應天鄉試第六十八名舉人，十七年（1481年）中式辛丑科會試第七十三名，三甲第一百五十七名進士。授浙江平阳县知县。

## 家族
曾祖王致遠；祖父王景信；父王澤，紀善。母方氏；繼母汪氏。具慶下。弟王崑、王崙、王嶧。